# Gynoplistia davidsoni
Gynoplistia davidsoni är en tvåvingeart som beskrevs av Alexander 1929. Gynoplistia davidsoni ingår i släktet Gynoplistia och familjen småharkrankar. Inga underarter finns listade i Catalogue of Life.